# الناحية المركزية (مقاطعة باشت)
الناحية المركزية لمقاطعة باشت (بالفارسية: بخش مرکزی شهرستان باشت) هي ناحية في مقاطعة باشت التابعة لمحافظة كهكيلويه وبوير أحمد في إيران. في تعداد عام 2006، بلغ عدد سكانها 12,401 نسمة في 2,454 أسرة. فيها مدينة واحدة: مدينة باشت وفيها قسم ريفي واحد: قسم كوهمرة خامي الريفي.